# Red Oak (Carolina del Norte)
Red Oak es un pueblo ubicado en el condado de Nash en el estado estadounidense de Carolina del Norte. La localidad en el año 2000, tenía una población de 2.723 habitantes en una superficie de 50.5 km², con una densidad poblacional de 53.9 personas por km².

## Geografía
Red Oak se encuentra ubicado en las coordenadas 36°1′53″N 77°54′6″O / 36.03139, -77.90167. Según la Oficina del Censo, la localidad tiene un área total de 50,5 km² (19,5 mi²), de la cual 50,5 km² (19,5 mi²) es tierra y 0 km² (0 mi²) (0.05%) es agua.

### Localidades adyacentes
El siguiente diagrama muestra a las localidades en un radio de 16 kilómetros (9,9 mi) de Red Oak.

## Demografía
En el 2000 la renta per cápita promedia del hogar era de $54.958, y el ingreso promedio para una familia era de $61.406. El ingreso per cápita para la localidad era de $22.616. En 2000 los hombres tenían un ingreso per cápita de $40.718 contra $26.091 para las mujeres. Alrededor del 6.70% de la población estaba bajo el umbral de pobreza nacional.